# Nagietek

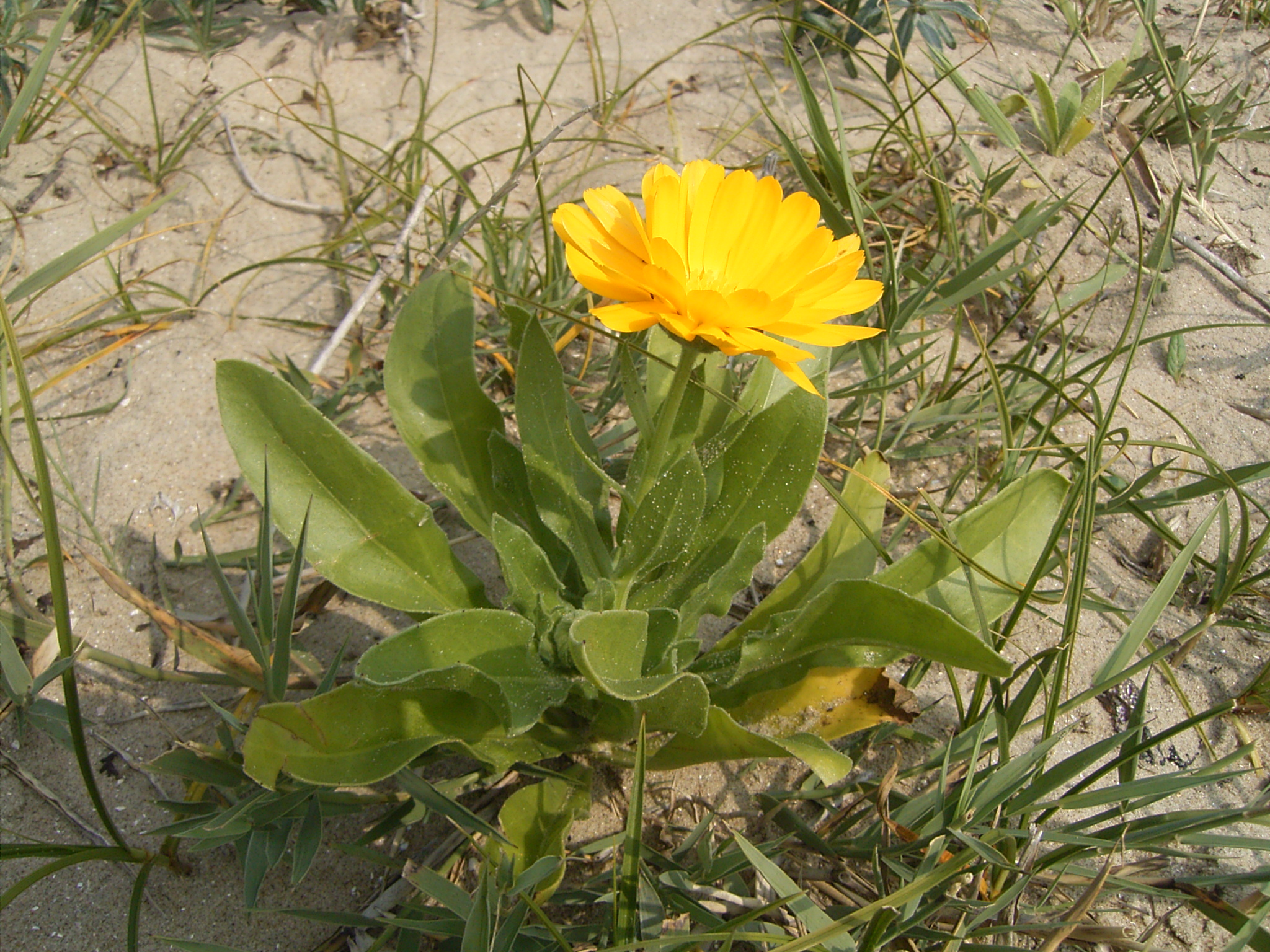
Nagietek lekarski

Nagietek (Calendula L.) – rodzaj roślin należący do rodziny astrowatych. Należy do niego 12 gatunków. Występują one w rejonie Morza Śródziemnego i południowo-zachodniej Azji, od Azorów i Wysp Kanaryjskich po Pakistan i Tadżykistan, poza tym na wielu obszarach rosną jako introdukowane. W Polsce rzadkim chwastem polnym jest nagietek polny C. arvensis, często uprawianym gatunkiem i przejściowo dziczejącym jest nagietek lekarski C. officinalis.
Niektóre gatunki mają znaczenie użytkowe, zwłaszcza nagietek lekarski. Uprawiany jest od dawna i w licznych odmianach ozdobnych, poza tym wykorzystywany jest jako roślina lecznicza i kosmetyczna, płatki stosowane są do barwienia masła i zup oraz jako dodatek do sałatek.

## Morfologia
PokrójRośliny jednoroczne i wiecznie zielone byliny, rzadziej drewniejące u nasady pędów półkrzewy. Zwykle o pędach ogruczolonych i aromatycznych, osiągające do 0,5 m wysokości.
LiścieSkrętoległe, siedzące, pojedyncze, całobrzegie lub ząbkowane, zwykle aromatyczne.
KwiatyZebrane w koszyczki. Okrywa z listkami ułożonymi w jednym lub dwóch szeregach. Kwiaty języczkowe na skraju koszyczka są żółte lub pomarańczowe, żeńskie. Wewnętrzną część koszyczka zajmują kwiaty rurkowate męskie, żółte do czerwonych.
OwoceNiełupki o bardzo zróżnicowanych kształtach – często silnie wygięte, dziobowate, oskrzydlone, bez puchu kielichowego, odmienne w zależności od położenia w koszyczku.

## Systematyka
Pozycja systematyczna
Rodzaj z rodziny astrowatych Asteraceae, w obrębie której klasyfikowany jest do podrodziny Asteroideae i plemienia Calenduleae.
Wykaz gatunków
- Calendula arvensis L. – nagietek polny
- Calendula eckerleinii Ohle
- Calendula karakalensis Vassilcz.
- Calendula lanzae Maire
- Calendula maroccana (Ball) B.D.Jacks.
- Calendula meuselii Ohle
- Calendula officinalis L. – nagietek lekarski
- Calendula pachysperma Zohary
- Calendula palaestina Boiss.
- Calendula stellata Cav.
- Calendula suffruticosa Vahl – nagietek drewniejący[13]
- Calendula tripterocarpa Rupr.